# Gwendoline (film)
Gwendoline è un film del 1984 diretto da Just Jaeckin.
Il soggetto è tratto dal fumetto Guendalina di John Willie.

## Trama
Gwendoline, una giovane e ingenua ragazza scappata da un collegio di suore, insieme alla sua amica Beth parte per l'Asia alla ricerca del padre entomologo, misteriosamente scomparso nel corso di una ricerca su una farfalla rara. Le due ragazze, accompagnate dall'aitante avventuriero Willard, giungono nella città sotterranea di Yik-Yak, regno incontrastato di una crudele regina che domina una società di donne-insetto e donne-guerriero, strutturata sul modello delle api. Mentre Willard viene concupito dalla regina, che progetta di ucciderlo dopo averlo fatto accoppiare con la vincitrice di un combattimento tra gladiatrici, Gwendoline e Beth passano attraverso un duro apprendistato fatto di prove e di torture erotiche.